# Като, Гэнити
Гэнити Като (яп. 加藤 元一 Като: Гэнъити, 11 февраля 1890, префектура Окаяма — 1 мая 1979) — японский физиолог, считающийся основателем японской школы физиологии, один из первых исследователей микрофизиологии мышц и нервов, также работал в области электрофизиологии.
В 1916 году окончил Киотский университет, затем стажировался в физиологии у профессора Исикавы; в 1919 году был назначен профессором токийского университета Кэйо-Гетико, в котором преподавал до 1960 года. В 1935 году по приглашению Павлова посетил СССР для обмена научным опытом.
Первым предложил методику раздражения и препарирования изолированных одиночных нервных и мышечных волокон. Исследовал основные законы возбуждения и доказал, что раздражающее действие химических агентов и электрического тока происходит в миелиновых нервных волокнах посредством так называемых перехватов Ранвье. Это открытие способствовало, в свою очередь, открытию «скачкообразного» проведения импульсов в мякотных волокнах. Был вице-президентом и председателем XXIII Международного физиологического конгресса в Токио (1965 год).

## Научные работы
- The theory of decrementless conduction in narcotised region of тerve — 思文閣出版, 1924.
- The further studies on decrementless conduction — Токио, «Нанкодо», 1926
- The microphysiology of nerve. — Токио, 1934. — 139 с.